# 来島又兵衛
来島 又兵衛（きじま またべえ）は、幕末の長州藩士である。尊皇攘夷派。遊撃隊総督。

## 生涯
文化14年（1817年）1月8日、長門国厚狭郡西高泊村、無給通組の下士・喜多村政倫の次男として生まれたが、天保7年（1836年）、大津郡俵山村の大組（八組）の上士・来島政常（又兵衛）の婿養子となった。天保12年（1841年）、柳川藩の大石神影流の創始者大石進に剣術を学んだ。弘化3年（1846年）、江戸に出て剣術修行に励み、武芸の達人となった。
嘉永元年（1848年）に帰国、家督を継ぐ。同年10月に手廻組に入隊後、藩世子の駕籠奉行など藩の要職を歴任した。翌嘉永2年（1851年）、養父の政常が病死したため、来島家累代の名前を継承し、来島又兵衛政久と改名した。
文久3年（1863年）、藩命により猟師を集めた狙撃隊を率いて上洛。八月十八日の政変で尊王攘夷派が追放されると萩に戻り、高杉晋作が奇兵隊を創設したのに触発されて、又兵衛も遊撃隊を組織して自ら総督となり、互いに連携して国事にあたった。

### 禁門の変
翌元治元年（1864年）、前回の政変で失った長州藩の失地回復のために激烈に出兵を主張し、禁門の変の前に家老福原元僴らと共に上洛、薩摩藩国父島津久光の暗殺を計画したが失敗。一旦長州に戻り、藩主毛利敬親に改めて出兵を促した。
6月に福原・益田親施・国司親相・久坂玄瑞らと再度上洛、7月19日に変が起こると、又兵衛は風折烏帽子に先祖伝来の甲冑を着込み、自ら遊撃隊600名の兵を率いて、激戦を繰り広げた。しかしこの禁裏内の蛤御門の戦いで、当時薩摩藩兵の銃撃隊として活躍した川路利良の狙撃で胸を撃ちぬかれた。助からないと悟った又兵衛は、甥の喜多村武七に介錯を命じ、自ら槍で喉を突いた後、首を刎ねられて死亡した。享年48（満47歳）。

## 死後
長男の亀之助は藩主の命により又兵衛の変名の1つであった森姓に替えて森清蔵と改名、井上馨の末妹の厚子と結婚した。また、厚子の甥（厚子と馨の兄井上光遠の三男）祐三郎を養子に迎え、祐三郎は後に三井銀行下関支店長、三井物産門司支店長を歴任した。
また、又兵衛の娘は、美和家に嫁ぎ、又兵衛の五代の孫(娘の玄孫)に、ピアニストの伊藤京子、俳人大屋達治、松下政経塾初代次長美和靖男等がいる。伊藤は、下記の美祢市立厚保小学校に建立された銅像の除幕式に出席している。
現在、山口県美祢市にある美祢市立厚保（あつ）小学校には彼の銅像が建てられているが、これは近くに来島又兵衛の自邸（旧：美禰郡厚保村）があったためである。又兵衛は靖国神社や護国神社に祀られているが、厚保にも墓石が現存する。

## 関連作品
テレビドラマ
- 『竜馬がゆく』（1968年、NHK大河ドラマ、演：安部徹）
- 『花神』（1977年、NHK大河ドラマ、演：石橋雅史）
- 『奇兵隊』（1989年、NTV年末時代劇スペシャル、演：竜雷太）
- 『竜馬がゆく』 (2004年、テレビ東京 新春ワイド時代劇、 演 : 石橋蓮司)
- 『龍馬伝』（2010年、NHK大河ドラマ、演：角田信朗）
- 『八重の桜』（2013年、NHK大河ドラマ、演：関戸将志）
- 『花燃ゆ』（2015年、NHK大河ドラマ、演：山下真司）
- 『西郷どん』（2018年、NHK大河ドラマ、演：長州力）[2]
- 『青天を衝け』（2021年、NHK大河ドラマ、演：笠原竜司）